# Francisco de Paula Urrutia Ordóñez
Francisco de Paula Urrutia Ordoñez (Popayán, Gran Colombia, 2 de abril de 1827 - Quito, Ecuador, 12 de septiembre de 1893) fue un empresario colombiano residente en Quito que sirvió como octavo Ministro Plenipotenciario ad honorem de Colombia en Ecuador, desde 1889 hasta su muerte en 1893.

## Vida personal
Hijo de Manuel José Urrutia y Quijano y Joaquina Ordóñez Balcázar, nació el 2 de abril de 1827 en Popayán, durante la Gran Colombia. El 14 de abril de 1858 se casó con Dolores Olano Hurtado en Popayán, unión de la que nacería el canciller Francisco José Urrutia. Fue forzado a huir de Colombia hacia Ecuador durante la Guerra civil de 1876, para quedarse después a vivir allí.